# Camp Swift
|  | Dieser Artikel wurde aufgrund von inhaltlichen Mängeln auf der Qualitätssicherungsseite des Projektes USA eingetragen. Hilf mit, die Qualität dieses Artikels auf ein akzeptables Niveau zu bringen, und beteilige dich an der Diskussion! Folgende Mängel sollten behoben werden, bevor diese Markierung entfernt werden kann: Geo., Geschichte, IB fehlen |

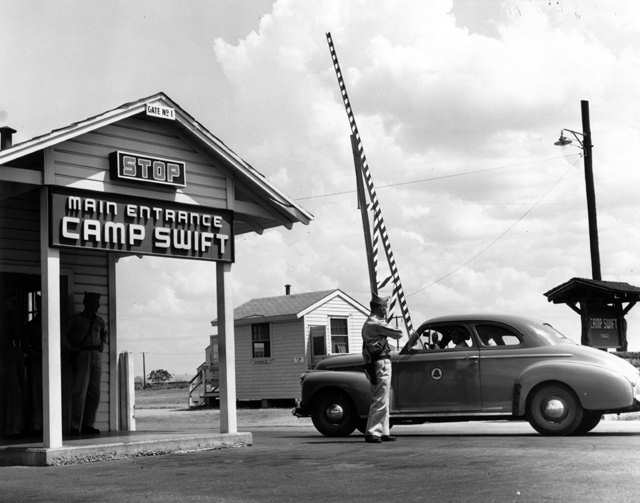
Camp Swift im August 1944

Camp Swift ist ein Trainingsgelände der Texas Army National Guard in Bastrop County, Texas.
Das Camp wurde 1942 als Trainingsgelände errichtet. Ab 1944 diente es auch als Kriegsgefangenenlager. Bis zu 10.000 deutsche Kriegsgefangene waren dort untergebracht.
Das Bureau of the Census der Vereinigten Staaten erfasst das Camp als Census-designated place. Die Zählung von 2020 erbrachte 7.943 Einwohner.